# Yapci Ramos
Yapci Ramos (Tenerife, 1977) artista que vive y trabaja entre Canarias, Barcelona y Nueva York. Licenciada en Publicidad y Relaciones Públicas en la Universidad Europea de Madrid (UEM) formada en fotografía en el Central Saint Martins College of Arts & Design de Londres (CSM) y máster en Documental de Creación en la Universidad Pompeu Fabra de Barcelona (UPF).

## Obra y concepto
La práctica artística de Yapci Ramos se centra en explorar la identidad, la sexualidad y el territorio creando instalaciones multimedia. Su trabajo es emocional, físico e introspectivo, en el que usa su propio cuerpo para canalizar los tabúes, rituales y catarsis que construyen la experiencia del ser. Entre sus últimos proyectos destacan Parto, Monumentae In Transition .

La crítica y comisaria especializada en género, Yolanda Peralta, describe así el trabajo de Yapci Ramos en referencia a la trilogía expositiva Show Me (TEA, Tenerife Espacio de las Artes), Know Us (CAAM - San Antonio Abad) y Welcome Her (Casa África): 
Yapci Ramos, a través del autoconocimiento, el descubrimiento, la familia y el diálogo con los otros, indaga acerca de la configuración identitaria. Esta trilogía, que podemos calificar de autobiográfica, transita además por los ejes discursivos que vertebran el trabajo artístico de Ramos desde la década de los noventa del siglo XX: la sexualidad, el cuerpo y la identidad. Y es que la obra de Yapci Ramos es autobiográfica sin parecerlo, siendo este el elemento que mejor define todos y cada uno de sus proyectos. 
A nivel internacional, según Justine Ludwig, la directora de la organización artística Creative Time en Nueva York: 

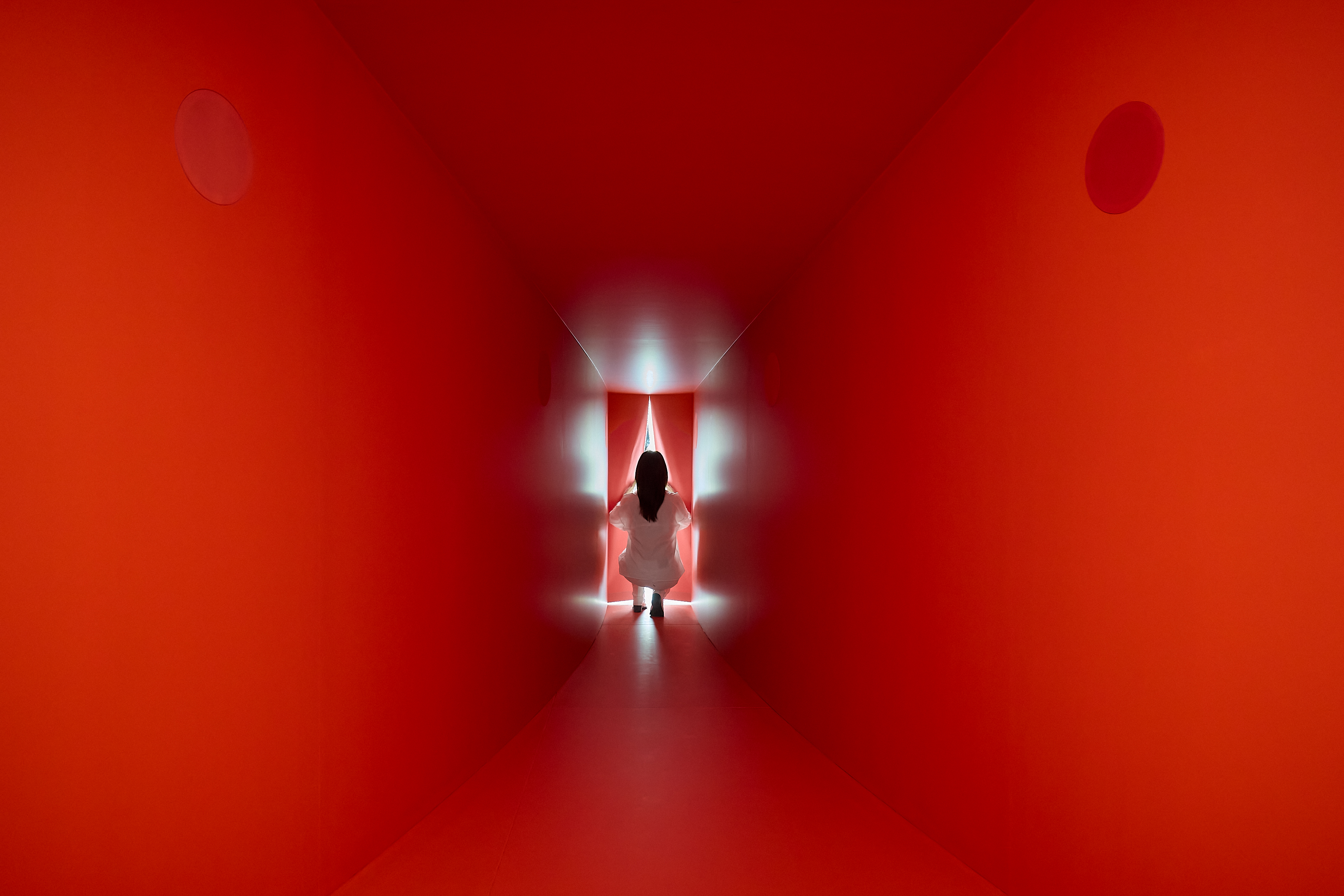
Yapci Ramos. Parto, Santa Mónica, Barcelona, 2024

Ramos se sitúa al frente y al centro de las conversaciones sobre el empoderamiento femenino, como mujer, en control de su cuerpo, su voz y su propio destino.

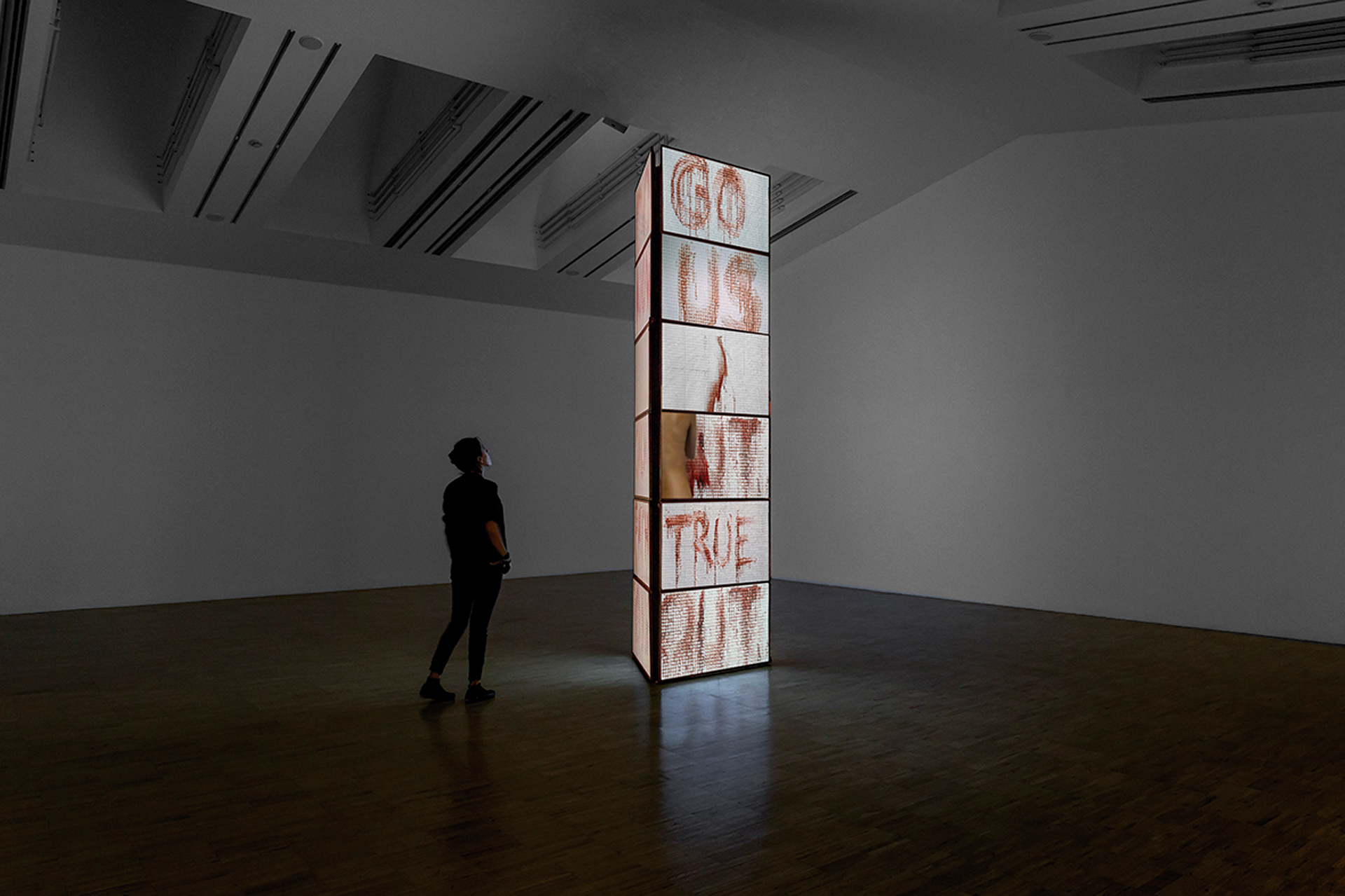
Yapci Ramos. Red Hot, TEA Tenerife Espacio de las Artes, Tenerife, 2019

La curadora, escritora, periodista, crítica independiente y coeditora de ARTnews; Lilly Wei, reflexiona sobre Ramos a propósito del proyecto Red Hot:
Evoca antiguos rituales y religiones ancestrales centradas en el culto aborigen canario de la diosa madre, la Tierra, y el poder mágico de la sangre, con ritos de purificación que incluían la limpieza en el mar como preparación para el nacimiento y la renovación.

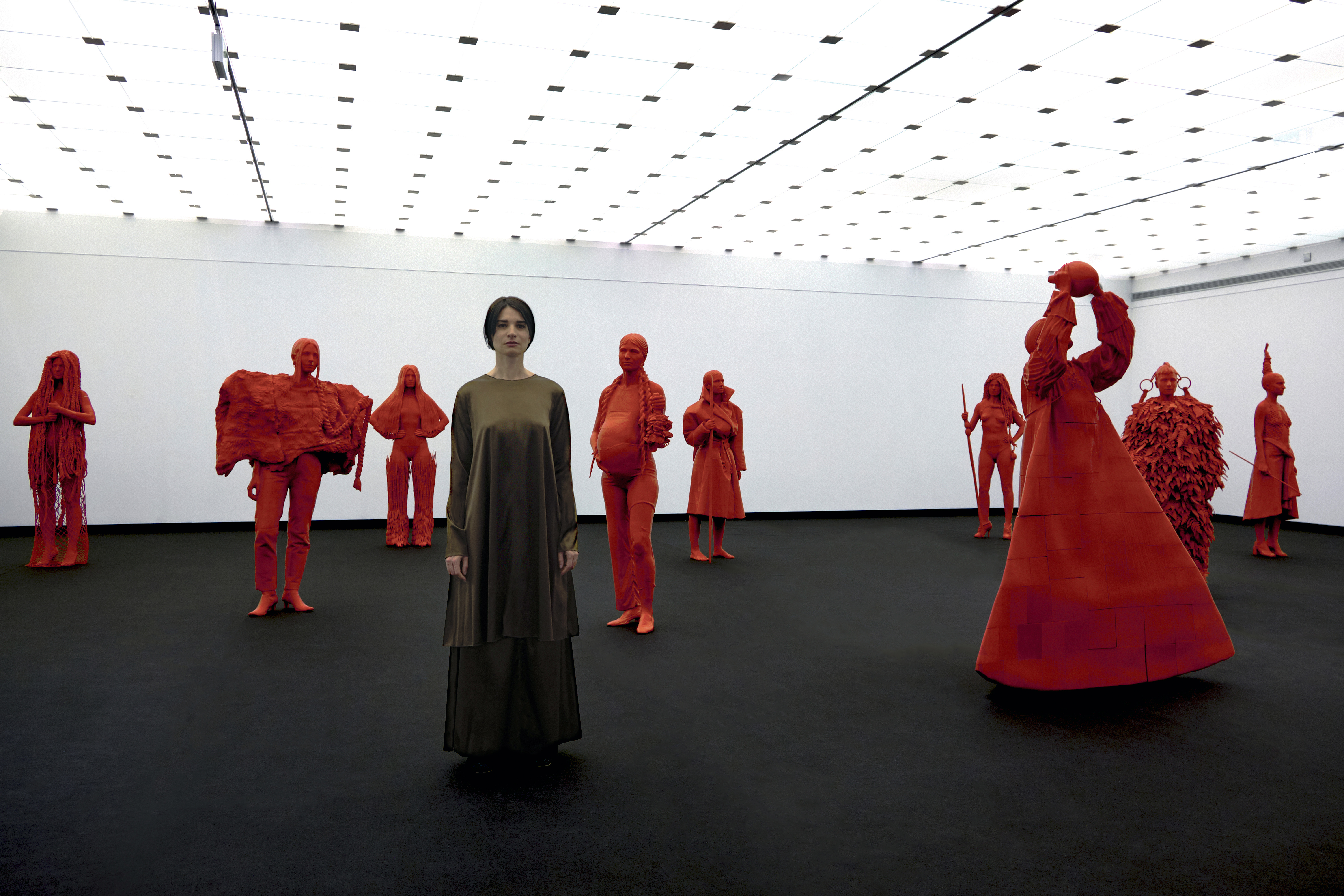
Yapci Ramos. Monumenta, MUNA Museo de la Naturaleza y Arqueología, Tenerife, 2022

Por otra parte, Simon Njami, escritor y comisario del primer Pabellón Africano en la Bienal de Venecia describe lo siguiente:
Juega con la metáfora para representarse a sí misma a través del cuerpo de los otros, a través de la vida de los otros; compone un cuadro impresionista de esas intuiciones que podemos tener sobre nosotros mismos, sin nunca lograr aprehenderlas en su profundidad.
Por último, en palabras de la curadora de arte contemporáneo, Cecile Bourne Farrell:
Yapci Ramos intenta representar la complejidad interna de las relaciones humanas sin ser ni ilustrativa ni redundante. Ella explora diferentes medios, permitiéndole elegir el que mejor exprese las emociones que vinculan la comprensión local de su tierra con la noción de cultura en general, sin perder el vínculo con el tiempo y la experiencia real.

## Trayectoria artística

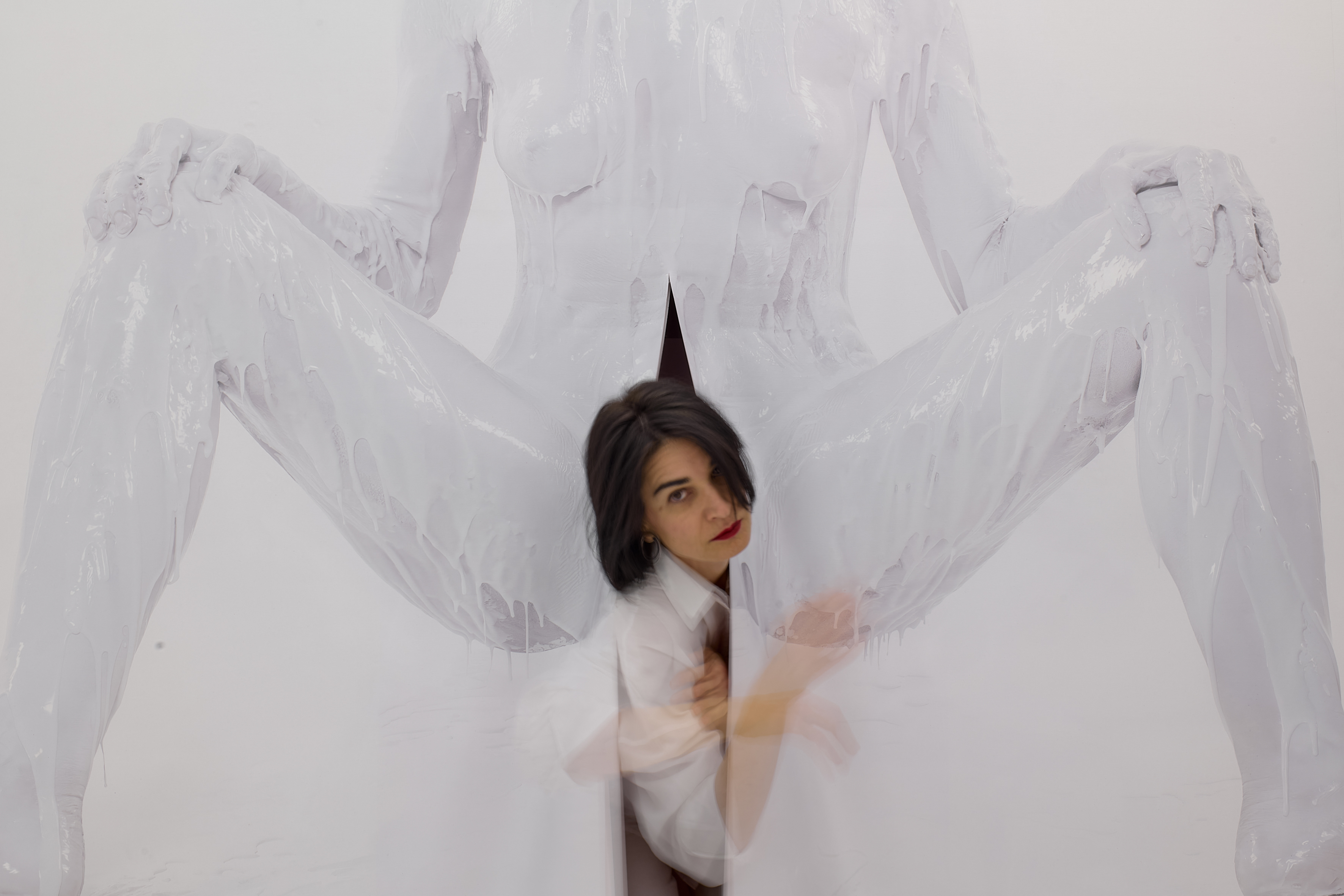
Yapci Ramos. Parto, Santa Mónica, Barcelona, 2024

La obra de Ramos ha sido expuesta en bienales internacionales en el Caribe, América Latina y África: 8ème Rencontres Africaines de la Photographie en Bamako, 2ª Trienal de Luanda, 1er Encuentro Bienal de Arte Caribeño Contemporáneo en Aruba, 7ª Bienal de Santo Tomé y Príncipe, 5ª Bienal de Honduras en Tegucigalpa, IX Bienal de Artes Visuales del Istmo Centroamericano (BAVIC) de Guatemala o la Biennale for Visual and Sonic Media de Düsseldorf. En 2024 es artista invitada en la 15 Bienal de La Habana y seleccionada para formar parte de la V Bienal MAV, cuya obra ha sido expuesta en el Instituto Cervantes de Nueva York. 

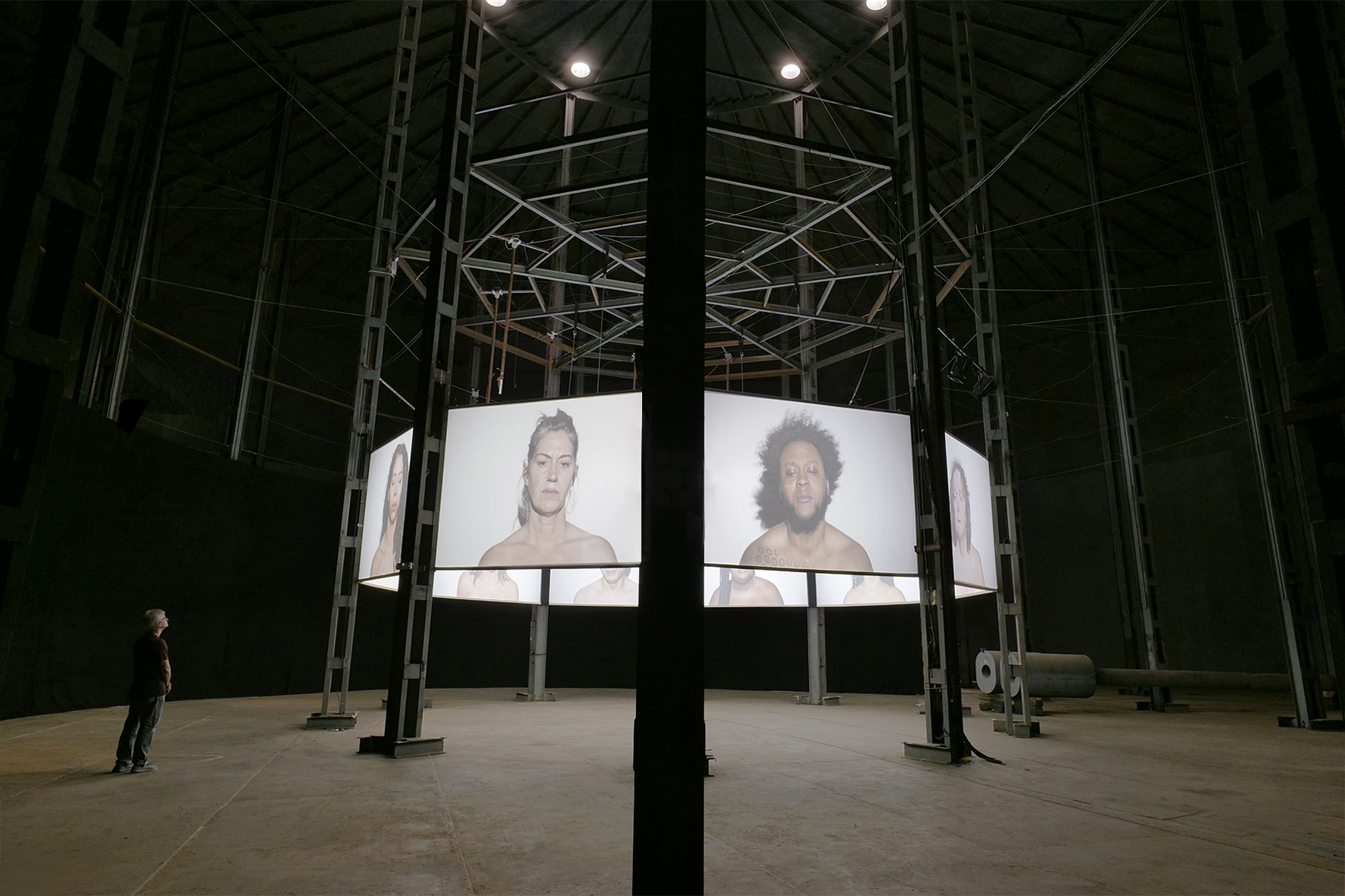
Yapci Ramos. Lloro, Espacio Cultural el Tanque, Tenerife, 2021

Su trabajo también se ha mostrado en centros de arte, museos y galerías como el Museo Nacional de Bellas Artes de Cuba, Arts Santa Mònica, Barcelona; Catinca Tabacaru Gallery, Nueva York; The Delaware Contemporary, Delaware; TEA Tenerife Espacio de las Artes, Santa Cruz de Tenerife; CAAM Centro Atlántico de Arte Moderno, Las Palmas de Gran Canaria; Mario Mauroner Gallery, Viena; EAC Espacio de Arte Contemporáneo, Montevideo; Casa África, Las Palmas de Gran Canaria; CCET Centro Cultural de España, Tegucigalpa; Musée d’Histoire de la Médecine, París; y Solyanka Gallery, Moscú.
Entre sus residencias artísticas destacan The Watermill Center, Nueva York; The Fountainhead Residency, Miami; Art Omi, Nueva York; The Kaimera Lab, Belloy-Saint-Léonard; artista elegida en 2024 para Residency Unlimited, Brooklyn, Nueva York.
Ha realizado  talleres y masterclass en distintos centros y universidades de diversos lugares como el Centro Cultural de España en Tegucigalpa (CCET); Universidad Europea de Canarias, La Orotava; Escuela de Arte y Superior de Diseño Fernando Estévez, Santa Cruz de Tenerife; The Watermill Center, Nueva York; MUNA Museo de la Naturaleza y la Arqueología, Santa Cruz de Tenerife; y El Museo Canario, Las Palmas de Gran Canaria.

## Representación
La obra de Yapci Ramos está representada por la galería Catinca Tabacaru de Nueva York.

## Obra en colecciones
Su obra forma parte de las colecciones de CAAM Centro Atlántico de Arte Moderno, Gran Canaria; TEA Tenerife Espacio de las Artes; Casa África, Gran Canaria; Museos de Tenerife; Davis Museum, Barcelona; Omi International Arts Center, Nueva York, así como de diversas colecciones privadas.

## Publicaciones
Se han publicado reseñas sobre su trabajo en numerosos medios nacionales e internacionales como la revista Dazed, Atlántica, Observer, El País, Forbes, Exibart, Paper Magazine, Wall Street International Magazine, Europa Press, Cools, La Vanguardia, entre otros. Entre sus catálogos cabe reseñar: Yapci Ramos 'Show Me, Know Us, Welcome Her', Curating and the Legacies of Colonialism in Contemporary Iberia; El Iris de Lucy: artistas africanas contemporáneas; +F Artistas post-conceptuales en Canarias y Prome Encuentro Bienal Arte Contemporáneo di Caribe 2011-2012.

###### Artículos
- Isabella Greenwood. "Body horror: A history of menstrual blood in art", Dazed, (31 de octubre de 2024).
- “Las mujeres guanches 'conquistan' el centro de La Laguna a través de la obra de Yapci Ramos”, El Diario.es, (8 de septiembre de 2023).
- Observatorio: “En manos de mujeres”, Instituto de Arte Contemporáneo, (12 de octubre de 2023).
- Almudena Cruz. “Nueve ‘menceyas’ conquistan la ermita de San Miguel de manos de Yapci Ramos”, El Día, (8 de septiembre de 2023).
- Nora Navarro. “El Instituto de Arte Contemporáneo destaca a 14 artistas canarias entre las más internacionales de España”, La Provincia, (4 de agosto de 2023).
- Nora Navarro. “La mujer ausente en el espacio público”, La Provincia, (12 de junio de 2022).
- “El MUNA (Tenerife) reivindica a la mujer guanche con la exposición 'Monumenta'”, Europa Press, (9 de Junio de 2022).
- Nora Navarro. “La artista Yapci Ramos participa en el Festival de Vídeo Arte Flux de Barcelona 2021”, La Provincia, Santa Cruz de Tenerife, (2 de diciembre 2021).
- Patricia Genovés. “El llanto libre de Yapci Ramos”, El Día, (18 de abril de 2021).
- Patricia Ginovés. “Escultura del mencey en carne y hueso Yapci Ramos analiza junto a estudiantes de Arte la representatividad de las esculturas tinerfeñas”, El Día, (3 de enero de 2021).
- “Últimos días de la exposición de Yapci Ramos en la sala CAAM- San Antonio Abad”, La Provincia, Las Palmas de Gran Canaria, (2 de julio, 2019).
- François Croissy. “Les femmes crèvent l’écran à la galerie Danysz”, Art Critique, (13 de abril de 2019).
- Carmen Delia Aranda. “Los aires heredados de Yapci Ramos”, Canarias7, (15 de marzo de 2019).
- Ricardo Marrero Gil. “‘Show Me’ o cómo diseccionar el tabú de la carne de la videoartista Yapci Ramos”, Periodismo ULL, (7 de diciembre 2018).
- _“TEA Tenerife Espacio de las Artes presenta Show Me, la primera individual en Canarias de la artista Yapci Ramos”, El cultural de Canarias, (17 octubre de 2018).
- Sara Torres Sifón. “+F Artistas post-conceptuales en Canarias 2000-2017”, (7 de agosto de 2017)
- “LA ARTISTA YAPCI RAMOS FINALIZA EN GRAN CANARIA SU TRILOGÍA” Revista NT, Santa Cruz de Tenerife, 2018, p.113.
- Daniel Gauss. “Perras y Putas. Yapci Ramos at Catinca Tabacaru Gallery”, Meer, (23 september 2015).
- Arnau Horta. “Artes en resonancia: La creación sonora contemporánea se introduce en el Museo Reina Sofía con una serie de acciones que corren en paralelo a los nuevos ecos del Loop y del Sónar en Barcelona”, El País, (10 de junio de 2015).
- _ “La muestra multimedia "BioDerivas" se clausura el próximo viernes”, El Día, (11 de febrero de 2014).

###### Webgrafía (vídeo)
- Conversación sobre la pieza 'Parto' de Yapci Ramos en el marco de la exposición El Otro lado en el Santa Mónica con la doctora Cristina Bárzano Julvez, médico acupuntora; Marga Baró, terapeuta y coach sistémica; y Cristina Fusté Samper, terapeuta y consultora organizacional (23 de mayo 2024).
- El mundo que viene: Aborígenes canarios, una búsqueda continua, TVC Canarias, (3 de marzo de 2024).
- “Yapci Ramos” Podcast de entrevistas Parnaso 02 x 07, The Cultural Magazine, (10 de diciembre de 2023).
- _“Yapci Ramos reivindica a la mujer guanche a través de ‘Monumenta” [vídeo], Periodismo ULL, (17 de octubre de 2023).
- "De Cerca: Yapci Ramos, artista visual multimedia" | Mírame TV Canarias, (17 de junio de 2022).
- 'Diálogos con artistas' Yapci Ramos, TEA Tenerife, (22 de abril de 2020).
- Adolf Alcañiz. “Entrevista a Yapci Ramos” [video], El Temps de les Arts, (26 de diciembre de 2019).
- "Exposición Welcome Her de Yapci Ramos en Casa África". Casa África, (7 de mayo de 2019).
- Miguel Ángel González Suárez. “De Cerca: Yapci Ramos, artista visual multimedia”, Mírame TV Canarias [vídeo], (11 de marzo de 2019).

###### Webgrafía (radio)
- Yapci Ramos. Capítulo 05 | T1, COTIDIANOS [podcast] (8 de enero de 2024)
- "Yapci Ramos; La mujer ausente en el espacio público", La Diez Capital radio [IVOOX], (13 de junio de 2022).
- Josué Hernández y Pablo Vilas. “Entrevista | Alegando con Yapci Ramos”, Alegando! Magazine, (24 diciembre, 2020).
- “Yapci Ramos. Highlife”, Betevé, (27 de enero de 2020).
- El mundo desde las casas. “Yapci Ramos y 'Welcome her'”, Rtve audio, (1 de abril de 2019).
- Miguel Ángel González Suarez. Entrevista en el programa El Remate de La Diez Radio a la Artista plástica Yapci Ramos, (9 de enero de 2019).

- Datos: Q105170108
- Multimedia: Yapci Ramos / Q105170108